# Ernst Wilhelm Leberecht Tempel
| 64 Angelina    | 4 de março de 1861      |
| 65 Cybele      | 8 de março de 1861      |
| 74 Galatea     | 29 de agosto de 1862    |
| 81 Terpsichore | 30 de setembro de 1864  |
| 97 Klotho      | 17 de fevereiro de 1868 |

Ernst Wilhelm Leberecht Tempel (Niedercunnersdorf, 4 de dezembro de 1821 — Arcetri, 16 de março de 1889), foi um astrônomo alemão.
Nasceu em Niedercunnersdorf, próximo de Löbau, no Estado da Saxônia, na Alemanha. Seus pais eram pobres e lhe deram muito pouco ensino e os anos que se seguiram não lhe deram oportunidade para estudar. Perdeu a mãe quando menino. Foi sacristão, jardineiro e quanto completou vinte anos, foi para a cidade de Copenhaga, na Dinamarca; onde trabalhou por três anos como litógrafo.
Foram nestes três anos que ele conheceu artistas e acadêmicos. Tornou-se um entusiasta da literatura e traduziu canções dinamarquesas para o alemão. Ficou algum tempo no bairro de Christiania de Copenhaga. Em 1850 fixou-se em Veneza ainda como litógrafo e seus gostos artísticos chamaram a atenção de um magistrado residente no Palácio de Doge, cuja residência  passou  a frequentar e, posteriormente, casou-se com a filha do magistrado, chamada Mariana.
Seus contatos com pessoas de cultura despertaram seus gostos pela astronomia, assim comprou um telescópio de 4 polegadas da Steinheil. E em 2 de abril de 1859, descobriu o cometa 1859 (I). Esta descoberta o estimulou a continuar em suas pesquisas pelos céus.
Foi ele quem primeiro detectou, em 19 de outubro de 1859 a agora bem conhecida nebulosa de Merope nas Plêiades. Apesar de confirmado por vários outros observadores com o uso de pequenos telescópios, nos equipamentos de maior poder a nebulosa era menos visível e por isso sua descoberta foi recebida com muita hesitação pelos meios oficiais.
Decidido a abraçar a astronomia, foi para Paris, na França em março de 1860 onde conseguiu emprego no Observatório Imperial. Porém ele não obteve o treinamento científico que esperava do diretor Leverrier, então decidiu residir em Marselha, onde foi aceito como assistente de astrônomo de Benjamin Valz.
No terraço do observatório, usando seu telescópio de 4 polegadas, descobriu um segundo cometa, o (1860 IV) em 22 de outubro de 1860. Permaneceu trabalhando no observatório até o final de 1881, quando aparentemente suas antiga má relação com Leverrier o obrigou a abandonar o observatório e a voltar a trabalhar como litógrafo.
Em Marselha publicou suas observações astronômicas no "Astronomische Nachrichten". Publicou em maio de 1863 no "Les Mondes" um artigo sobre as variedades das nebulosas e foi muito criticado por Leverrier, causando a Tempel a perda de suas relações cordiais com os franceses. Em 1863 por dois meses, Tempel frequentou o Observatório de Leipzig.
Em 1870 Tempel tenta ser empregado no Observatório de Copenhagen, mas o astrônomo aposentado d'Arrest, foi um dos que mais criticaram Tempel pela matéria sobre a Nebulosa de Merope e apesar de Tempel ter se corrigido ao afirmar que sua variabilidade era mais facilmente detectada com o uso de telescópio de baixo poder, d'Arrest negou a empregá-lo.
Porém em janeiro de 1871, Tempel é obrigado a sair de Marselha devido a uma ordem de expulsão para todos os cidadãos alemães. Desta forma Tempel vai residir em Milão, na Itália e apesar de não ter qualificações para o cargo, o professor Schiaparelli aceitou os seus serviços como assistente no Observatório de Brera.
Tempel descobre dois cometas e isso chama a atenção de Schiaparelli.O cometa 1866 (I) que estabeleceu uma conexão entre ele e a chuva de meteoros que era observada no mês de novembro. E o cometa 1867 (II) na qual se constatou que ele orbitava entre Marte e Júpiter e que acompanhava o segundo planeta, apresentando um novo tipo de relação planetária. O cometa 1869 (III) foi chamado por Tempel de "Terceiro Cometa Periódico", mas esta periodicidade não foi reconhecida até 1880.
Em Milão ele descobre mais quatro cometas. Tempel chama o cometa 1873 (II) de "Segundo Cometa Periódico", destacando-se seu curto período de translação, de um pouco menos de 5 anos. O primeiro cometa periódico já era o conhecido cometa Encke.
Tempel publica em 1872 no "Ephemeris" de Milão um resumo de suas descobertas. Nesta época Tempel já dominava o uso do logaritmo e da trigonometria e conseguia desenhar as órbitas elípticas dos astros celestes.
A quinta edição da Brera Publications contém detalhadamente os desenhos da eclipse lunar de 1 de junho de 1863, da Nebulosa de Merope, de satélites de Júpiter e de informações sobre o cometa Coggia.
O então mais perfeito mapa das Plêiades surge no "Monthly Notices" (edição XL de 1880). Suas relações com Schiaparelli lhe dão fama e credibilidade.
A Academia de Viena lhe concede por quatro vezes, prêmios pelas descobertas de cometas. Prêmios relacionados a duas descobertas de 1869 em Marselha e os dois cometas descobertos em 1871.
Apenas em 1872, o diretor estava ausente, pois estava recebendo o Imperador do Brasil, no observatório, atuando como cicerone e recebeu alguns de seus desenhos. Um ano mais tarde o cônsul brasileiro o presenteou com o diploma "Cavaleiro da Ordem Brasileira Imperial de Rosa." (Knight of the Imperial Brazilian Order of Roses)
Em 1873, o diretor Donati do Observatório de Arveti, faleceu e Schiaparelli, propôs Tempel como o seu sucessor. Tempel aceitou esperando conseguir uma maior independência apesar do observatório e seus equipamentos ainda não estarem terminados, de não ter assistentes para ajudá-lo e o salário ser baixo.
Depois de quatro anos em Milão, Tempel muda-se para Arveti onde permaneceu por 14 anos. Este observatório foi mantido pela Universidade de Florença de 1869 a 1872 até a morte de Donati. Dois telescópios estavam imperfeitos e incompletos. Uma objetiva tinha 9,4 polegadas e outra tinha 11 polegadas. Um bom tamanho para aquela época.
No observatório não havia condições para morar e Tempel foi residir numa vila próxima. A falta de dinheiro era constante. Nesta época ele se especializou em observar as nebulosas, fazendo detalhadamente seus desenhos. Procurou e identificou as estrelas, investigou os cometas e fez triangulações em pequenos diagramas à mão, todos sem luz elétrica.
Pela primeira vez ele utilizava poderosos instrumentos e embora tenha se esforçado em fazer observações sistemáticas, nesta fase apenas descobriu um cometa, o 1877 V.
Depois de quarto anos de trabalhos, Tempel foi presenteado pela Academia Real de Lincei, pela sua coleção de desenhos sobre nebulosas e ganhou um prêmio que apenas era concedido de seis em seis anos, como melhor trabalho astronômico da Itália. Em 1886 foi honrado com uma carta do Rei Humberto, entregue a ele pelo seu ajudante geral em reconhecimento pelos seus desenhos astronômicos.
Em total, Tempel tinha sido o primeiro descobridor de treze cometas (contando 1870 I), que foi descoberto tanto por ele, como por Winnecke (com a diferença de alguns minutos). Ele encontrou quatro cometas, mas estes também foram descobertos um tanto antes, por outros observadores e um possível cometa, foi por ele avistado em 29 de Dezembro de 1871, porém nunca pode ser confirmado.
Tempel sempre foi um pouco melancólico e se reconfortou na Itália quando se tornou católico. No final de 1886 foi atacado por uma doença no fígado e alguns meses mais tarde sofreu uma paralisia parcial. Vindo a falecer em 16 de Março de 1889. Foi enterrado próximo a tumba de Donati, seu antecessor no Observatório Astrofísico de Arcetri. Morreu com 68 anos de idade e foi enterrado no cemitério de San Felice a Elma, no subúrbio de Florença

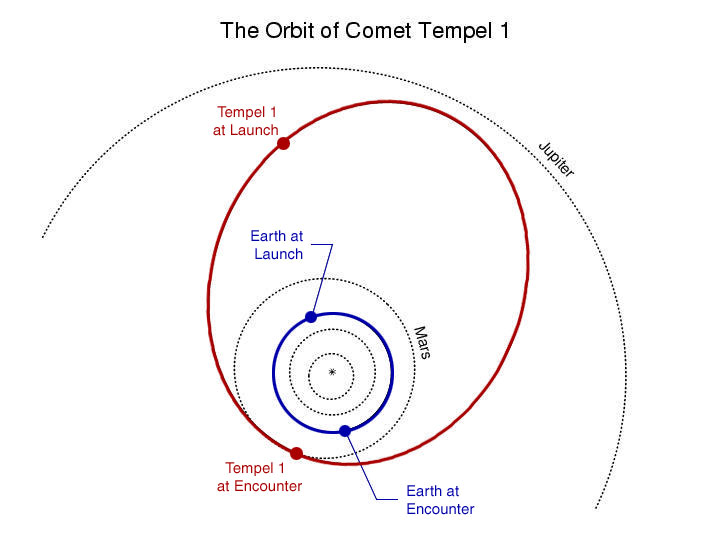
Trajetória do cometa 9P/Tempel 1

Ganhou vários prêmios da Academia de Viena pelas descobertas de cometas. Foi eleito em 10 de junho de 1881 de associado estrangeiro da Acadêmica de Viena.
Ele foi um produtivo descobridor de cometas. Descobrindo ou sendo co-autor de 21 novos cometas, incluindo o cometa 55P/Tempel-Tuttle, sendo responsável pela chuva de meteoros da constelação de Leão e do 9P/Tempel 1, que foi atingido pela sonda da NASA denominada de Deep Impact (sonda) em 2005. 
Outros cometas periódicos também receberam o seu nome, como o 10P/Tempel e o 11P/Tempel.
Mais de 186 desenhos de nebulosas e estrelas, com numerosas anotações, estão agora sob a guarda da universidade e depositadas na Tribuna de Galileo. (via Romana)